# Xã Beisigl, Quận Adams, Bắc Dakota
Xã Beisigl (tiếng Anh: Beisigl Township) là một xã thuộc quận Adams, tiểu bang Bắc Dakota, Hoa Kỳ. Năm 2010, dân số của xã này là 22 người.